# Tooji
Touraj Keshtkar (persky تورج کشتکار) (* 26. května 1987 Šíráz), známější jako Tooji, je norský zpěvák, model a televizní moderátor íránského původu. Reprezentoval Norsko na Eurovision Song Contest 2012 v Baku, kde s písní „Stay“ obsadil poslední místo.

## Biografie
Narodil se v íránském Šírázu, on a jeho matka však přicestovali do Norska coby žadatelé o azyl, když oslavil první narozeniny. Dokončil studium v oblasti psychologie a sociologie a pracoval v centru dětské sociální péče, o níž se dodnes aktivně zajímá díky práci konzultanta ochrany dětí. Absolvoval také školení pro sociální pracovníky. Ve věku šestnácti let se začal živit modelingem, díky čemuž mu bylo nabídnuto účinkování na norské MTV v pořadech Super Saturday a Tooji's Top10. V roce 2008 vydal svůj první singl „Swan Song“.
Počátkem roku 2012 zvítězil s písní „Stay“ v soutěži Melodi Grand Prix a následně v květnu reprezentoval Norsko na Eurovision Song Contest 2012 v Baku. Z druhého semifinálového kola postoupil do finále, kde obsadil poslední 26. místo se ziskem 7 bodů. V březnu 2012 prezentoval výsledky norské poroty na Melodifestivalen a v květnu 2013 vyhlašoval body norské poroty na Eurovizi 2013 v Malmö.
Tooji se veřejně vyjádřil ke stavu lidských práv (především práv žen) ve svém rodném Íránu. Podporuje také práva LGBT menšiny a íránské demokratické hnutí Green Wave. Během vystoupení na Eurovizi měl na sobě náramek s nápisem svobodný Írán. V listopadu 2013 odpověděl na neutuchající spekulace ohledně své sexuality: „Odmítám se nechat zaškatulkovat. Lidé si vynucují kolonky, aby aspoň trochu pochopili podstatu věcí. Nehodlám jim dopřát to potěšení.“

## Diskografie

### EP
- 2012: Stay
- 2015: Father

### Singly
- 2008: „Swan Song“
- 2012: „Stay“
- 2012: „If It Wasn't For You“
- 2013: „Rebels“
- 2014: „Packin' Guns“
- 2014: „Cocktail“
- 2015: „Money“
- 2015: „L.Y.S“
- 2015: „Father“
- 2015: „Say Yeah“